# De Lache
De Lache är en ort i Mexiko.   Den ligger i kommunen Magdalena Apasco och delstaten Oaxaca, i den sydöstra delen av landet, 300 km sydost om huvudstaden Mexico City. De Lache ligger 1 640 meter över havet och antalet invånare är 360.
Terrängen runt De Lache är varierad. Runt De Lache är det mycket tätbefolkat, med 2 431 invånare per kvadratkilometer. Närmaste större samhälle är San Pablo Etla, 12,4 km sydost om De Lache. Omgivningarna runt De Lache är en mosaik av jordbruksmark och naturlig växtlighet.